# Régusse
Régusse – miejscowość i gmina we Francji, w regionie Prowansja-Alpy-Lazurowe Wybrzeże, w departamencie Var.
Według danych na rok 1990 gminę zamieszkiwało 820 osób, a gęstość zaludnienia wynosiła 23 osoby/km² (wśród 963 gmin regionu Prowansja-Alpy-W. Lazurowe Régusse plasuje się na 409. miejscu pod względem liczby ludności, natomiast pod względem powierzchni na miejscu 267.).